# F-4 (潜水艦)
|          |                       |
| 艦歴     |                       |
| 発注     |                       |
| 起工     |                       |
| 進水     | 1912年1月6日          |
| 就役     | 1913年5月3日          |
| 退役     |                       |
| その後   | 事故で喪失            |
| 除籍     | 1915年8月31日         |
| 性能諸元 |                       |
| 排水量   | 330トン               |
| 全長     | 142 ft 7 in (43 m)    |
| 全幅     | 15 ft 5 in (4.7 m)    |
| 吃水     | 12 ft 2 in (3.7 m)    |
| 機関     |                       |
| 最大速   | 14ノット (26 km/h)    |
| 乗員     | 士官、兵員22名        |
| 兵装     | 18インチ魚雷発射管4門 |

F-4 (USS F-4, SS-23) は、アメリカ海軍の潜水艦。F級潜水艦の4番艦。

## 艦歴
当初の艦名はスケート (Skate) として、ワシントン州シアトルのモーガン・ブラザース社で起工した。1911年11月17日に F-4 と改名、1912年1月6日にM・F・バッカス夫人によって進水し、1913年5月3日にK・H・ドナヴィン中尉の指揮下就役した。
太平洋水雷小艦隊、第1潜水艦部隊に配属された F-4 は、西海岸近海で練度向上に努め、1914年8月からはハワイ海域で活動した。1915年3月25日、ホノルル沖での海中での演習中に F-4 は沖合3kmの海域で海中51ファゾム (93 m) に沈没する。ホノルルに所在する海軍部隊のあらゆる努力にもかかわらず、艦は失われ21名の乗員は全員が死亡した。F-4 は海上で失われたアメリカ海軍初の潜水艦となった。
F-4 の船体は1915年8月29日に引き揚げられた。海軍の建造技術者J・A・フューアー、C・B・T・ムーア少将らの勇気ある行動と引き揚げへの執念で、曳航ケーブルが取り付けられた船体は浅い海域に牽引され、C・スミス大尉が特別に考案した浮揚函によって引き揚げが行われた。
事故調査委員会は、バッテリータンクの内側の鉛が腐食し、バッテリー室への浸水が生じたため艦の水中におけるコントロールが失われたと推測した。
F-4 は1915年8月31日に除籍された。
1940年に F-4 の残骸が真珠湾潜水艦基地に埋められた。